# Sjötorp, Karlskrona kommun
Sjötorp är en småort i Lösens socken i Karlskrona kommun i Blekinge län.